# Humanistisches Gymnasium Kyrill und Method Blagoewgrad
Das Nationale humanistische Gymnasium Kyrill und Method (bulgarisch Национална хуманитарна гимназия „Св. св. Кирил и Методий“ Nationalna humanitarna gimnasija Sw. Sw. Kitil in Medotij) ist das älteste Gymnasium im bulgarischen Blagoewgrad und versteht sich als Nachfolger des 1880 gegründeten und 1913 aus Thessaloniki verlegten Männergymnasiums von Thessaloniki.

## Geschichte
Die historischen Anfänge der Schule werden mit der Gründung des bulgarischen Männergymnasiums in Thessaloniki von 1880 gesehen. Das Gymnasium wurde von der bulgarischen Gemeinde in Thessaloniki, mit Unterstützung der Fürsten Aleksandar Bogoridi und Kirche, für die bulgarische Bevölkerung im damaligen Osmanischen Reich errichtet, die bis zu diesem Zeitpunkt meist nur über einfache Bildungsinstitutionen (siehe Klosterschule) verfügte.
Als nach den Balkankriegen 1912/1913 Thessaloniki griechisch wurde und die Bulgaren aus der Stadt vertrieben wurden, wurde das Gymnasium wie alle bulgarische Institutionen in der Stadt geschlossen. Die Lehrerschaft und Schüler zogen über Strumica (das nach dem Ersten Weltkrieg dem Königreich der Serben, Kroaten und Slowenen zugesprochen wurde) und Petrisch (das nach dem Ersten Weltkrieg überfüllt mit bulgarischen Flüchtlingen aus Makedonien war und keine guten Schulbedingungen bot) 1920 nach Gorna Dschumaja (heute Blagoewgrad). Noch im selben Jahr setzten sich die Bürger und Gemeinde der Stadt Gorna Dschumaja für die Lehrer und Schuller ein, welche zunächst in der örtlichen Kaserne untergebracht wurden. Ab dem Schuljahr 1923/1924 wurden die Räume der alten Klosterschule der Lehrer und Schüler zur Verfügung gestellt.
1934 wurde das neue Schulgebäude, in dem sich die Schule noch heute befindet, fertiggestellt. In den nachfolgenden Jahrzehnten wurden mehrere Klassen aus dem Gymnasium ausgegliedert und bildeten die Basis für Eröffnung weiter Schulen in Blagoewgrad, wie des Naturwissenschaftliches Gymnasium (Ausgliederung der Mathematikklassen 1973), das Fremdsprachen Gymnasium (Ausgliederung der Fremdsprachenklassen 1984) das Russischsprachige Gymnasiums (Ausgliederung den Klassen für Russisch als Fremdsprachen 1991).
Während des Kommunismus in Bulgarien wurde das Gymnasium in Politechnisches Gymnasaium Kyrill und Method (bulgarisch Политехническа гимназия "Кирил и Методий" Politechnitscheska gimnasija Kiril i Metodij) umbenannt. Seit 1991 trägt das Gymnasium den heutigen Namen und wurde zu reines Humanistisches Gymnasium mit zwei Profilen: Humanismus und Kunst.

## Schulkonzept
Am Gymnasium werden Schüler ab der achten Klasse bis zum Vollendung des Abiturs unterrichtet. Zugangsvoraussetzung ist das Bestehen einer zentralen (nationalen) Aufnahmeprüfung in den Fächern Mathematik, Bulgarisch und Literatur. Am Gymnasium werden Stand 2021 Deutsch, Englisch, Französisch, Spanisch als erste und zweite Fremdsprachen in den vier Profilen: Humanistisch (Bulgarische Sprache und Literatur), Fremdsprache, Musik und Bildende Kunst unterrichtet. Die Deutsch lernenden Schüler beteiligen sich an verschiedenen internationalen Projekten, wie mit Finnland, dem Bild-Projekt, dem Projekt mit der französischen Schule "De Golle" aus Sierk.
Die Schule nimmt am niederländischen Program Matra und gesamteuropäischen Comenius-Programm teil.